# Le Frisson des vampires
Pour plus de détails, voir Fiche technique et Distribution.
Le Frisson des vampires est un film français de Jean Rollin, tourné en 1970. Il s'agit du troisième film de son auteur, après Le Viol du vampire et La Vampire nue.

## Synopsis
Ise et Antoine sont un jeune couple dont le mariage n'a pas encore été consommé. Juste après la célébration de leurs noces, ils partent en Normandie pour rendre visite aux cousins d'Ise, Hermann et William, deux châtelains qui habitent une ancienne forteresse non loin de la mer. Arrivés sur les lieux, ils apprennent d'une certaine Isabelle, ancienne maîtresse des deux hommes, que ces derniers viennent de mourir. Malgré leur étonnement, Ise et Antoine se rendent quand même au château où ils sont accueillis par un duo d'étranges jeunes femmes, servantes des cousins, lesquelles leur affirment que leurs maîtres sont au contraire encore vivants. En fait, derrière leur identité de grands propriétaires ruraux, Hermann et William étaient des chasseurs de vampires, ce qu'ignorait Ise. Peu avant la venue des deux tourtereaux, ils ont été tués par une puissante vampiresse du nom d'Isolde, laquelle les a transformés en créatures de la nuit. Quant à leurs deux servantes, elles ont décidé, pour ne pas se faire mordre à leur tour, de devenir des rabatteurs chargés de leur ramener de nouvelles proies.
La nuit tombée, alors qu'Ise s'apprête à s'endormir, elle voit se glisser dans sa chambre Isolde, laquelle l'hypnotise, la séduit et la mord. De son côté, Antoine décide d'explorer le château et il aperçoit, dans une chapelle, les deux cousins de son épouse, la bouche souillée de sang. Effrayé, il rebrousse chemin, mais les autres ne le remarquent pas. Le lendemain, alors que les deux jeunes gens se préparent à dîner, ils voient soudain surgir devant eux ces mêmes individus, qui leur affirment qu'ils n'étaient jamais décédés, avant de leur tenir des propos délirants. À ce moment, ni Ise ni Antoine ne soupçonnent encore leur véritable nature. Le soir, quand Ise est partie se coucher, elle reçoit une nouvelle fois la visite d'Isolde qui lui inflige une seconde morsure. Elle commence alors à se transformer en vampire. Le jour suivant, Isolde attire au château Isabelle, l'ancienne maîtresse des deux cousins, et elle la tue. Comme Hermann et William critiquent sa cruauté, elle apaise leur indignation en leur promettant de leur donner Ise pour nouvelle compagne, une fois qu'elle l'aura totalement vampirisée. Peu après, en profitant du sommeil d'Antoine, le trio organise une sorte de cérémonie satanique à laquelle Ise est conviée, afin d'achever sa vampirisation. Cependant, le rite est interrompu in extremis par Antoine, lequel, réveillé en sursaut, avait constaté que sa femme n'était plus dans sa chambre et la cherchait désespérément. Comprenant enfin la dangerosité de ses hôtes, il tente de quitter le château de toute urgence pour sauver Ise, mais il ne le peut pas, car l'une des servantes des vampires a saboté sa voiture sur l'ordre de ses maîtres. Le lendemain, alors que tombe le crépuscule, les morts-vivants décident d'en finir. Sur l'injonction d'Isolde, Hermann et William ligotent Antoine, avant d'emmener Ise - maintenant presque totalement vampirisée - à l'extérieur de la forteresse pour terminer le rituel laissé inachevé. Cependant, par miracle, Antoine est délivré par les servantes des revenants, lesquelles ont décidé de les trahir, parce qu'elles ne supportent plus la terreur dans laquelle ils les font vivre. À peine l'ont-elles libéré de ses liens qu'il s'élance hors du château et arrache Ise à ses deux cousins, au moment précis où ces derniers allaient lui infliger l'ultime morsure la changeant en morte-vivante. L'emportant dans ses bras, il s'enfuit dans la campagne environnante, les deux vampires à ses trousses. Isolde, qui a assisté à la scène, décide d'attendre leur retour dans un caveau, afin de ne pas être surprise par les premiers rayons de l'aurore au cas où ils tarderaient trop à revenir. Malheureusement, elle s'y retrouve enfermée par les deux servantes, lesquelles en condamnent l'entrée au moyen d'un crucifix. La voici donc bloquée éternellement dans cet endroit et réduite à mourir de faim.
Simultanément, dans sa fuite éperdue, Antoine arrive sur une plage au bord de la mer où il doit s'arrêter, tant il est ralenti et fatigué par la nécessité de porter son épouse. Là, les deux vampires le rattrapent et réussissent à lui reprendre Ise, qu'ils mordent aussitôt avec violence : la voilà maintenant totalement vampirisée. Cependant, à cet instant précis, le soleil se lève. Hermann et William sont immédiatement désintégrés, mais également Ise, puisqu'elle était devenue comme eux. Seul reste Antoine, rendu fou de douleur par la perte irrémédiable de son épouse.

## Fiche technique
- Scénario : Jean Rollin et Monique Nathan
- Réalisation : Jean Rollin
- Photographie : Jean-Jacques Renon
- Montage : Olivier Grégoire
- Son : Jean-Paul Loublier
- Musique : Acanthus
- Maquillage : Eric Pierre
- Production : Les Films ABC / Les Films Modernes
- Genre : fantastique
- Pays d'origine :  France
- Durée : 95 minutes
- Date de sortie : 21 avril 1971
- Film interdit aux moins de 16 ans

## Distribution
- Sandra Julien : Ise
- Jean-Marie Durand : Antoine
- Michel Delahaye : Hermann
- Jacques Robiolles : William
- Marie-Pierre Castel : la servante blonde
- Kuelan Herce : la servante asiatique
- Dominique : Isolde
- Nicole Nancel : Isabelle

## Tournage
Le film a été tourné à Septmonts dans le département de l'Aisne